# 土桥站 (北京市)
土橋站是一个位于中国北京市通州区梨园镇、玉桥街道与张家湾镇交界京塘路旁，属于北京地铁八通线的地铁车站，2003年12月27日随八通线启用，在2019年12月以前是八通线的终点站。

## 位置
这个站位于九棵樹東路南面。

## 车站结构

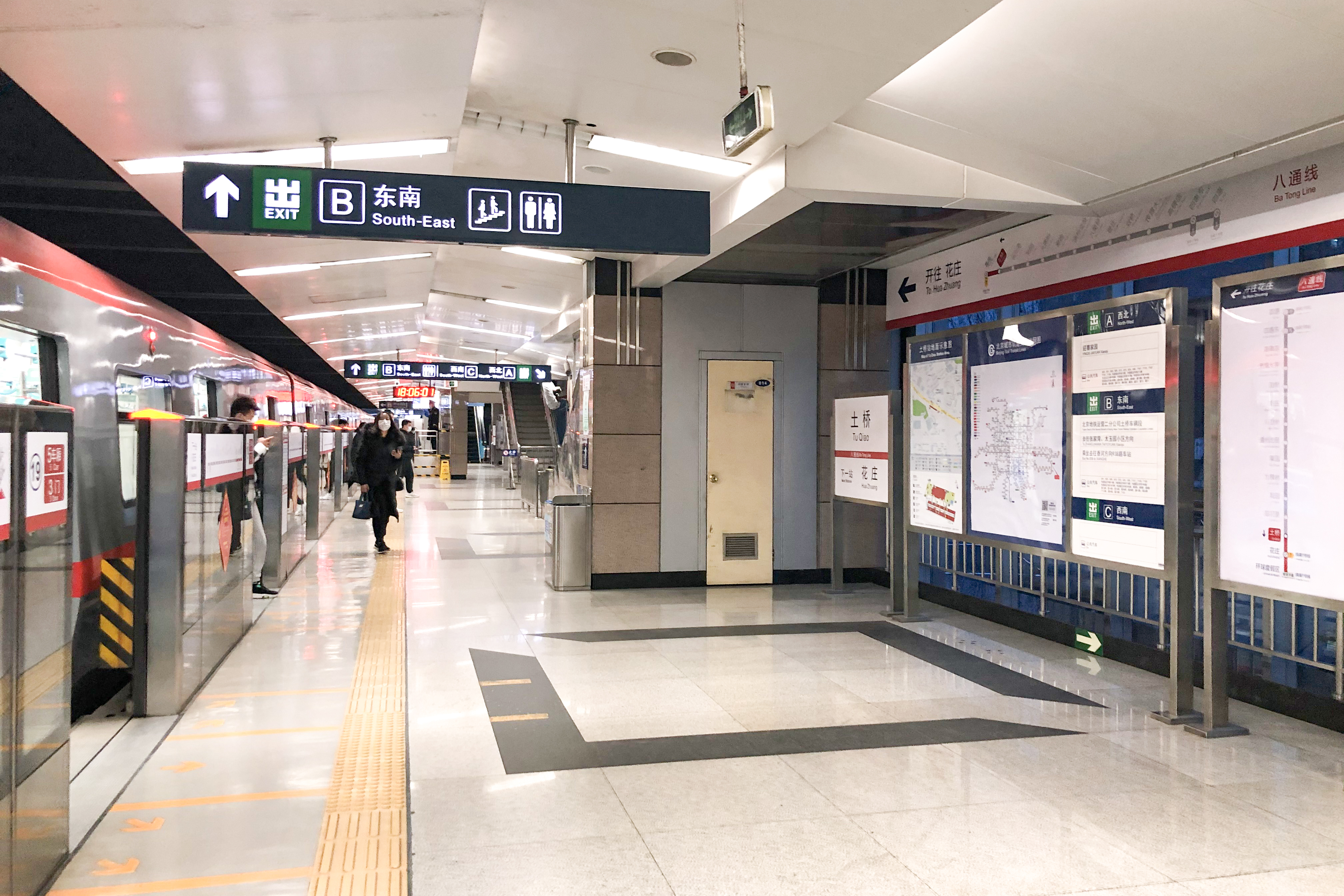
站台
（2021年2月摄）

### 车站楼层
| 地上二层 站台层 | 侧式站台，右側開门                | 侧式站台，右側開门               |
| 地上二层 站台层 | █ 八通线往古城（1号线）（临河里） |                                  |
| 地上二层 站台层 | █ 八通线往环球度假区（花庄）      |                                  |
| 地上二层 站台层 | 侧式站台，右側開门                |                                  |
| 地面 站厅层     | 站厅                              | 客务中心、自动售票机、进出站闸机 |

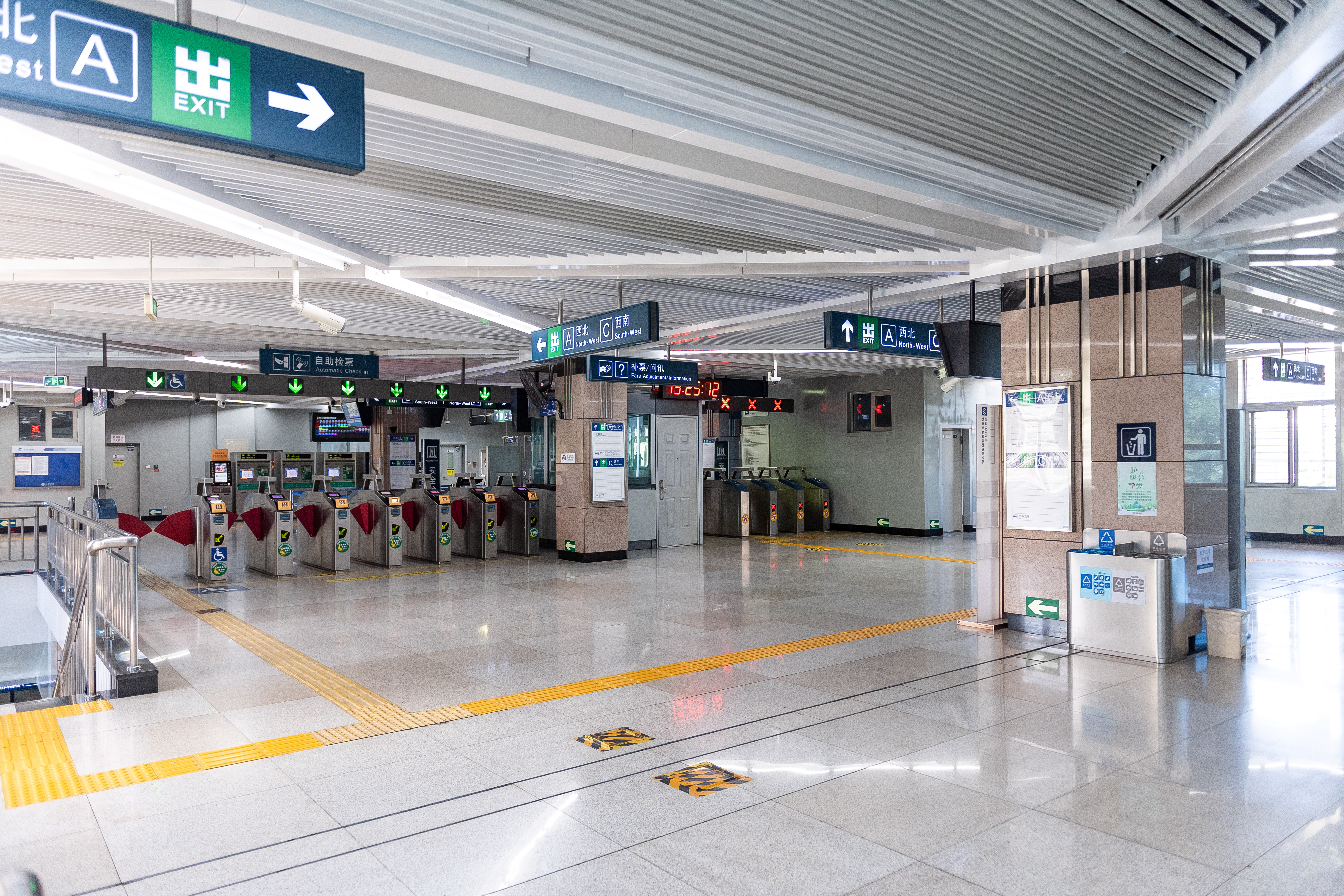
西站厅
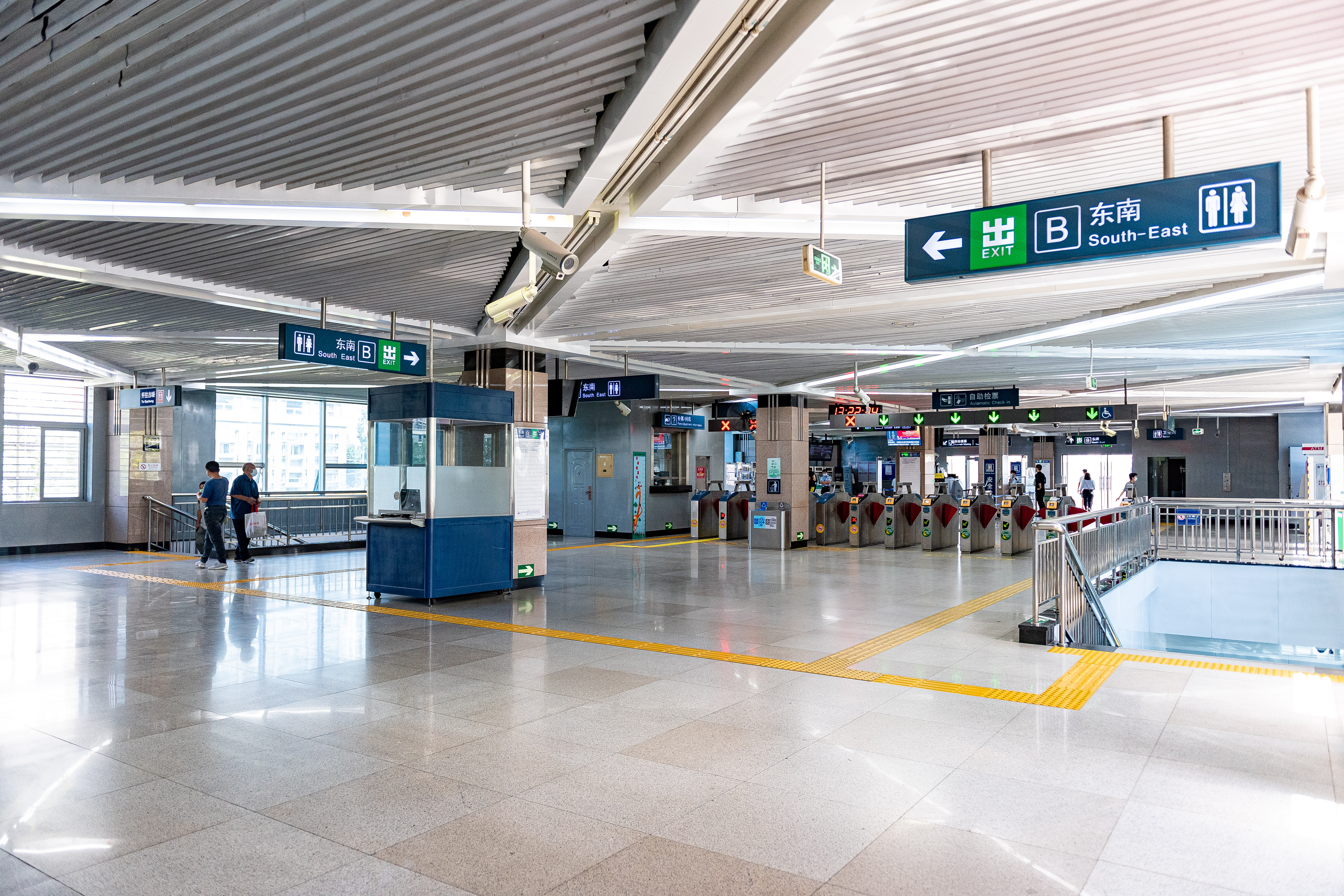
东站厅

## 出口
这个地铁站一共有3个出口：西北（A），西南（C），東（B），其中B口又设有三个分支。
|                           |            |                                                                                       |      |            |
| 编号                      | 指示       | 建议前往的目的地                                                                      | 照片 | 无障碍设施 |
| 出口 · A · 无障碍通道标志 | 九棵树东路 | 迎喜家园                                                                              |      |            |
| 出口 · B                  | 九棵树东路 | 北京地铁运营二分公司土桥车辆段、去往张家湾、太玉园小区方向、乘坐去往香河方向938路车站 |      | 不適用     |
| 出口 · C                  | 九棵树东路 |                                                                                       |      | 不適用     |
| 註： 設有                 |            |                                                                                       |      |            |